# Saint-Georges-Buttavent
Saint-Georges-Buttavent là một xã của tỉnh Mayenne, thuộc vùng Pays de la Loire, tây bắc nước Pháp.